# Cabezón de la Sierra
Cabezón de la Sierra – gmina w Hiszpanii, w prowincji Burgos, w Kastylii i León, o powierzchni 19,83 km². W 2011 roku gmina liczyła 52 mieszkańców.